# Liga Portuguesa de Basquetebol de 2021–22
A Liga Portuguesa de Basquetebol de 2021–22, também conhecida por Liga Betclic por razões de patrocínio, foi a 89.ª edição da maior competição de clubes portugueses de basquetebol masculino. Foi também a 14.ª temporada desde que foi renomeada para Liga Portuguesa de Basquetebol (LPB).
A equipa do Sporting CP defende seu título e busca a décima conquista.

## Participantes
Após o término abrupto da época 2019–20 por consequência da Pandemia de COVID-19, o Illiabum Clube, por questões financeiras, optou por abdicar do direito de disputar a LPB. A equipa do Ovarense que também se encontra em situação financeira delicada, optou por adaptar o orçamento e permanecer na competição. O Imortal que foi unânime na ProLiga 2019-20 obteve a ascensão para a LPB. O Terceira BC acabou por rebaixado pelo fato de seu desempenho desportivo e deu lugar ao Académica de Coimbra vencedor de seletiva contra do CD Póvoa.
| Equipa           | Localização         | Pavilhão                                             |
| ---------------- | ------------------- | ---------------------------------------------------- |
| Académica Efapel | Coimbra             | Pavilhão Multidesportos Dr. Mário Mexia              |
| CAB Madeira      | Funchal             | Pavilhão do CAB                                      |
| CD Póvoa         | Póvoa de Varzim     | Pavilhão Fernando Linhares de Castro                 |
| FC Porto         | Porto               | Dragão Caixa                                         |
| Illiabum Clube   | Ílhavo              | Pavilhão Capitão Adriano Nordeste                    |
| Imortal Luzigás  | Albufeira           | Pavilhão Municipal de Albufeira                      |
| Lusitânia Expert | Angra do Heroísmo   | Pavilhão Municipal de Desportos de Angra do Heroísmo |
| Ovarense         | Ovar                | Arena Dolce Vita                                     |
| SL Benfica       | Lisboa              | Pavilhão da Luz Nº 1                                 |
| Sporting CP      | Lisboa              | Pavilhão João Rocha                                  |
| UD Oliveirense   | Oliveira de Azeméis | Pavilhão Doutor Salvador Machado                     |
| Vitória SC       | Guimarães           | Pavilhão Unidade Vimaranense                         |

## Formato competitivo
Na fase regular, as doze equipas classificadas por direito desportivo jogam em duas voltas, como visitante e em casa, as seis melhores equipas desta fase jogam a segunda fase entre si em duas voltas para apurar as colocações que determinarão os confrontos dos playoffs. As outras seis equipas disputam duas outras vagas aos playoffs, sendo que as duas piores classificadas são relegadas à Proliga da temporada seguinte.
Na fase de playoffs as duas equipas classificadas pelo Grupo B são consideradas 7.ª e 8.ª colocadas para fim de confrontos. As séries eliminatórias são em melhor de 5.

## Temporada regular

### Resultados
| Casa\Visitante   | AAC    | CAB   | CDP    | FCP    | ILL    | IMO   | LUS    | OVA   | SLB    | SPO    | UDO   | VIT    |
| ---------------- | ------ | ----- | ------ | ------ | ------ | ----- | ------ | ----- | ------ | ------ | ----- | ------ |
| Académica Efapel |        | 76-82 | 62-73  | 83-101 | 61-96  | 79-92 | 89-99  | 87-91 | 70-102 | 59-98  | 81-97 | 91-81  |
| CAB Madeira      | 79-71  |       | 88-63  | 90-86  | 89-82  | 68-70 | 73-76  | 88-82 | 66-84  | 83-95  | 93-87 | 78-93  |
| CD Póvoa         | 75-69  | 56-72 |        | 60-67  | 89-63  | 67-76 | 77-80  | 73-69 | 53-76  | 68-71  | 76-70 | 87-81  |
| FC Porto         | 68-46  | 71-41 | 82-55  |        | 82-69  | 70-62 | 80-56  | 80-62 | 81-71  | 66-59  | 76-75 | 109-75 |
| Illiabum Clube   | 72-59  | 69-58 | 80-85  | 68-73  |        | 74-84 | 83-89  | 95-81 | 70-77  | 75-85  | 70-79 | 76-89  |
| Imortal Luzigás  | 111-88 | 83-76 | 79-82  | 83-87  | 81-80  |       | 87-85  | 94-75 | 72-77  | 59-78  | 68-72 | 77-79  |
| Lusitânia Expert | 96-79  | 74-77 | 71-57  | 71-81  | 80-70  | 78-86 |        | 79-77 | 58-76  | 83-89  | 81-74 | 80-71  |
| Ovarense         | 92-87  | 84-98 | 86-68  | 68-75  | 77-88  | 76-68 | 79-66  |       | 79-86  | 69-88  | 89-91 | 81-63  |
| SL Benfica       | 110-63 | 99-66 | 67-57  | 63-68  | 112-72 | 95-64 | 131-72 | 86-64 |        | 63-74  | 97-70 | 96-57  |
| Sporting CP      | 115-65 | 94-75 | 113-70 | 72-78  | 94-74  | 80-66 | 91-64  | 94-63 | 73-89  |        | 75-61 | 99-62  |
| UD Oliveirense   | 69-75  | 92-73 | 88-67  | 20-0   | 79-78  | 91-78 | 88-73  | 89-66 | 67-88  | 67-78  |       | 90-69  |
| Vitória SC       | 92-74  | 76-84 | 65-77  | 66-99  | 88-62  | 74-77 | 75-73  | 81-82 | 68-108 | 88-102 | 69-85 |        |

| Pos. | Clube            | J  | V  | D  | PM   | PS   | Dif  | Pts | Classificação |
| ---- | ---------------- | -- | -- | -- | ---- | ---- | ---- | --- | ------------- |
| 1    | SL Benfica       | 22 | 19 | 3  | 1953 | 1484 | 469  | 41  | Grupo A       |
| 2    | Sporting CP      | 22 | 19 | 3  | 1917 | 1547 | 370  | 41  | Grupo A       |
| 3    | FC Porto         | 22 | 19 | 1  | 1605 | 1367 | 238  | 39  | Grupo A       |
| 4    | UD Oliveirense   | 22 | 13 | 9  | 1701 | 1620 | 81   | 35  | Grupo A       |
| 5    | Imortal Luzigás  | 22 | 11 | 11 | 1717 | 1731 | -14  | 33  | Grupo B       |
| 6    | CAB Madeira      | 22 | 11 | 11 | 1697 | 1763 | -66  | 33  | Grupo B       |
| 7    | Lusitânia Expert | 22 | 10 | 12 | 1684 | 1790 | -106 | 32  | Grupo B       |
| 8    | CD Póvoa         | 22 | 9  | 13 | 1535 | 1675 | -140 | 31  | Grupo B       |
| 9    | Ovarense         | 22 | 8  | 14 | 1644 | 1749 | -105 | 30  | Grupo C       |
| 10   | Vitória SC       | 22 | 6  | 16 | 1662 | 1887 | -225 | 28  | Grupo C       |
| 11   | Illiabum Clube   | 22 | 5  | 17 | 1666 | 1791 | -125 | 27  | Grupo C       |
| 12   | Académica Efapel | 22 | 2  | 20 | 1614 | 1991 | -377 | 24  | Grupo C       |

## Segunda fase

### Grupo A
| Pos | Clube          | J  | V  | D  | P+   | P-   | SP  | Pts | Classificação            |     | C/V   | FCP   | SLB   | SPO   | UDO |
| --- | -------------- | -- | -- | -- | ---- | ---- | --- | --- | ------------------------ | --- | ----- | ----- | ----- | ----- | --- |
| 1   | SL Benfica     | 28 | 24 | 4  | 2424 | 1898 | 526 | 52  | Avançam para os Playoffs | FCP |       | 65-60 | 70-71 | 91-64 |     |
| 2   | FC Porto       | 28 | 23 | 3  | 2054 | 1773 | 281 | 49  | Avançam para os Playoffs | SLB | 79-63 |       | 79-78 | 76-75 |     |
| 3   | Sporting CP    | 28 | 21 | 7  | 2343 | 1998 | 345 | 49  | Avançam para os Playoffs | SPO | 66-76 | 76-90 |       | 69-67 |     |
| 4   | UD Oliveirense | 28 | 14 | 14 | 2099 | 2093 | 6   | 42  | Avançam para os Playoffs | UDO | 66-84 | 57-87 | 69-66 |       |     |

### Grupo B
| Pos | Clube            | J  | V  | D  | P+   | P-   | SP   | Pts | Classificação            |     | C/V    | CAB   | CDP   | IMO    | LUS |
| --- | ---------------- | -- | -- | -- | ---- | ---- | ---- | --- | ------------------------ | --- | ------ | ----- | ----- | ------ | --- |
| 1   | CAB Madeira      | 28 | 17 | 11 | 2269 | 2238 | 31   | 45  | Avançam para os Playoffs | CAB |        | 95-90 | 95-69 | 111-77 |     |
| 2   | Lusitânia Expert | 28 | 12 | 16 | 2166 | 2309 | -143 | 40  | Avançam para os Playoffs | CDP | 80-87  |       | 71-70 | 86-66  |     |
| 3   | Imortal Luzigás  | 28 | 12 | 16 | 2166 | 2220 | -54  | 40  | Avançam para os Playoffs | IMO | 78-80  | 80-81 |       | 84-76  |     |
| 4   | CD Póvoa         | 28 | 12 | 16 | 2009 | 2169 | -160 | 40  | Avançam para os Playoffs | LUS | 81-104 | 96-70 | 86-68 |        |     |

### Grupo C
| Pos | Clube            | J  | V  | D  | P+   | P-   | SP   | Pts | Classificação |     | C/V    | ACA   | ILL   | OVA    | VIT |
| --- | ---------------- | -- | -- | -- | ---- | ---- | ---- | --- | ------------- | --- | ------ | ----- | ----- | ------ | --- |
| 1   | Ovarense         | 28 | 13 | 15 | 2182 | 2210 | -28  | 41  |               | ACA |        | 69-84 | 59-84 | 76-87  |     |
| 2   | Vitória SC       | 28 | 10 | 18 | 2205 | 2412 | -207 | 38  | Playouts      | ILL | 83-81  |       | 72-84 | 78-71  |     |
| 3   | Illiabum Clube   | 28 | 8  | 20 | 2143 | 2277 | -134 | 36  | Playouts      | OVA | 91-65  | 86-77 |       | 101-93 |     |
| 4   | Académica Efapel | 28 | 2  | 26 | 2060 | 2523 | -463 | 30  | Rebaixado     | VIT | 103-96 | 94-83 | 95-91 |        |     |

## Playoffs

### Quartos de final
| Equipa 1       | Série | Equipa 2         | 1.º jogo | 2.º jogo | 3.º jogo |
| -------------- | ----- | ---------------- | -------- | -------- | -------- |
| SL Benfica     | 2 - 0 | CD Póvoa         | 77 - 59  | 84 - 67  | n.e      |
| UD Oliveirense | 2 - 1 | CAB Madeira      | 82 - 72  | 72 - 82  | 77 - 71  |
| FC Porto       | 2 - 0 | Imortal Luzigás  | 87 - 46  | 83 - 63  | n.e      |
| Sporting CP    | 2 - 0 | Lusitânia Expert | 82 - 66  | 90 - 78  | n.e      |

n.e.: não efetuado devido a uma das equipas já ter ganho 3 jogos

### Semifinal
| Equipa 1   | Série | Equipa 2       | 1.º jogo | 2.º jogo | 3.º jogo | 4.º jogo | 5.º jogo |
| ---------- | ----- | -------------- | -------- | -------- | -------- | -------- | -------- |
| SL Benfica | 3 - 0 | UD Oliveirense | 89 - 72  | 93 - 80  | 75 - 60  | n.e      | n.e      |
| FC Porto   | 3 - 0 | Sporting CP    | 87 - 68  | 74 - 71  | 95 - 80  | n.e      | n.e      |

### Final
| Equipa 1   | Série | Equipa 2 | 1.º jogo | 2.º jogo | 3.º jogo | 4.º jogo | 5.º jogo |
| ---------- | ----- | -------- | -------- | -------- | -------- | -------- | -------- |
| SL Benfica | 3 - 1 | FC Porto | 79 - 58  | 56 - 48  | 47 - 65  | 91 - 63  | -        |

## Premiação
| Liga "Betclic" 2021-22 Campeões |
| ------------------------------- |
| S.L. Benfica 28º Título         |

## Equipas rebaixadas
| Equipa 1   | Série | Equipa 2       | 1.º jogo | 2.º jogo | 3.º jogo | 4.º jogo | 5.º jogo |
| ---------- | ----- | -------------- | -------- | -------- | -------- | -------- | -------- |
| Vitória SC | 3 - 0 | Illiabum Clube | 97 - 88  | 95 - 86  | 89 - 74  | n.e      | n.e      |

- Académica Efapel[6]
- Illiabum Clube[7]

## Clubes de Portugal em competições internacionais
| Clube    | Competição        | Resultado                                                  |
| -------- | ----------------- | ---------------------------------------------------------- |
| Sporting | Liga dos Campeões | Eliminado - Ronda classificatória para Kalev/Cramo (69-86) |
| Sporting | Copa Europeia     | Eliminado - Terceiro colocado no Gr.H (2v-4d)              |
| Benfica  | Copa Europeia     |                                                            |
| FC Porto | Copa Europeia     |                                                            |